# Itissalat Al-Maghrib
Itissalat Al-Maghrib (med arabiskt alfabet اتصالات المغرب och på franska Maroc Telecom), förkortat IAM, är Marockos största teleoperatör. Företaget är även det största i sin bransch i Mauretanien genom sin filial Mauritel, i Burkina Faso som Onatel och i Gabon som Gabon Telecom.
År 2004 blev företagen ett dotterbolag till Vivendi Universal som köpte 51 % av företaget (en siffra som sedan dess ökat till 53 %) i samband med att den marockanska staten privatiserade IAM och sålde 70 % av sitt innehav, först en majoritetspost till Vivendi Universal, sedan knappt 20 % på börsen med start i december 2004.